# 1947年のメジャーリーグベースボール
以下は、メジャーリーグベースボール（MLB）における1947年のできごとを記す。
1947年4月15日に開幕し10月6日に全日程を終え、ナショナルリーグはブルックリン・ドジャースが6年ぶり7度目のリーグ優勝で、アメリカンリーグはニューヨーク・ヤンキースが4年ぶり15度目で戦後初のリーグ優勝した。
ワールドシリーズはニューヨーク・ヤンキースがブルックリン・ドジャースを4勝3敗で破り、4年ぶり11度目のシリーズ制覇となった。
1946年のメジャーリーグベースボール - 1947年のメジャーリーグベースボール - 1948年のメジャーリーグベースボール

## できごと
アメリカンリーグはニューヨーク・ヤンキースが、2位タイガースに12ゲーム差をつけたが、総じて投打ともずば抜けたヒーローは不在であった。ディマジオは戦地から戻って2年目でこの年は打率.315・本塁打20本でかつてのような精彩を放つ存在ではなかった。守備の要の捕手は前年に戦地から復員していきなり選手兼任監督となったビル・ディッキーが前年限りで引退し、この年から正捕手としてヨギ・ベラがマスクをかぶった。投手陣ではジョー・ゴードンとの交換トレードでヤンキースに来たアリー・レイノルズ、スペック・シェイらが健闘して、戦前にセネタース監督としてリーグ2連覇した実績のあるバッキー・ハリスを新監督に迎えて、監督就任1年目でチームの優勝につなげた。しかしこの翌年に3位に落ちるとすぐにオーナーは次の監督を指名した。
ナショナルリーグはブルックリン・ドジャースが、シーズン前のゴタゴタでレオ・ドローチャー監督が出場停止1年という厳しい処分が出たが、クライド・サクフォースの代理監督のもとにディキシー・ウォーカー、ピート・ライーザーらが3割を打ち、ラルフ・フランカが21勝を、リリーフのケイシーが18セーブ(この当時はタイトル無し）を挙げてリーグ優勝した。しかしこの年のドジャースは1人の黒人選手に注目が集まった。
ワールドシリーズは、ニューヨーク対決でその後も何度も戦うことになる両チームの白熱した接戦となったが、ヤンキースが制した。このワールドシリーズは当時ニューヨーク近郊だけだが初めてテレビ中継された。
- パイレーツのラルフ・カイナー は本塁打を前年の20本から51本に伸ばし2年連続本塁打王となった。この年は序盤不振に陥り、5月末で本塁打はわずか3本であった。しかしかつてのタイガースの本塁打王ハンク・グリーンバーグがトレードでこの年にパイレーツに入り、カイナーはグリーンバーグから打撃のアドバイスを受けて立ち直り、6月から9月末までに本塁打48本を打っている。この年には4試合連続で計8本の本塁打を打つなどしてホームランバッターとして成長していった。
- ジャイアンツの ジョニー・マイズも同じ51本でナショナルリーグの本塁打王を分け合い、この両者は翌年も本塁打王を分け合うことになる。ジョニー・マイズはこの年34歳になり、やがて力の衰えからヤンキースに放出されるが、その時がヤンキース5連覇の時代で晩年は代打としてチームに貢献することになる。
- ボストン・ブレーブスは長く低迷の時期が続いたが、戦後の1946年にビリー・サウスワースが監督に就任して、この頃からウォーレン・スパーンとジョニー・セインという左右のエースが台頭し始めて前年の1946年には81勝72敗でリーグ4位、1947年には86勝68敗でリーグ3位になるなど、チームはかすかに上昇の兆しを見せ始めていた。ウォーレン・スパーンはこの年21勝を挙げてチームの左腕エースとなり以後20年近く、メジャーリーグで活躍し、300勝投手となった。

### ジャッキー・ロビンソン
1901年以降初の黒人選手（アフリカ系アメリカ人）であるジャッキー・ロビンソンがメジャーリーグにデビューした。そのことが発表されるや球界はたちまち騒然となった。コミッショナーのチャンドラーは後年にこの当時を回想して「ドジャースが黒人選手を採用すると言い出した時に。16球団のオーナー会議では賛成1、反対15でドジャース以外の球団は全て反対であった。」として「私はロビンソンにプレーさせると決断した。これが私の失職につながり兼ねないことだったが今日までこの決断に後悔したことはない。」と述べている。彼はこの4年後に任期1年を残してコミッショナーを去った。
1947年4月15日、ドジャースの本拠地エベッツ・フィールドで行われた対ボストン・ブレーブス戦でロビンソンはデビューした。この試合には2万6623人の観衆が見守り、そのうちの1万4000人以上は黒人であった。
フィラデルフィアをはじめ幾つかの都市ではドジャースの宿舎に脅迫が舞い込み、ナショナルリーグの選手がストライキを起こすなどの噂が広がり、セントルイス・カージナルスの一部の選手がドジャースの本拠地エベッツフィールドでの試合をボイコットするという情報が伝わるとカージナルスのブリードン会長がナショナルリーグ会長のフリック・フォードにストライキの首謀者を説得した旨の報告が出されて、フォード会長はストライキを起こせば無期限の出場停止処分を科すと言明した。フィラデルフィア・フィリーズのベン・チャップマン監督は試合中にロビンソンに汚いヤジを浴びせたことでフリック会長から譴責処分を受けた。このリーグ会長とコミッショナーの強い姿勢、そしてドジャースの代理監督がロビンソンを擁護して次第にチーム内でかれの存在を認めるようになった。しかし問題はグラウンド内のことだけでなく、グラウンドの外でチームの移動中に食事をとるためにレストランに入ってもロビンソンを断る所があり、白人選手がレストランの中でステーキを食べている最中でも、ロビンソンはバスに乗ったまま、ただ皆が戻ってくるまで待つだけであった。ドジャースにテスト生としてチームに帯同してロビンソンと一緒にいたもう1人の黒人選手が「こんなことなら、いっそニグロリーグに帰ろう。」と言うと、ロビンソンは「それでは放棄試合で、われわれは9対0で負けになる。」と答えたという。ブランチ・リッキーGMはロビンソンのこの忍耐強さを買っていた。初めて契約する黒人選手は力量以上に強靭な精神力を求めたのだった。彼は決して自暴自棄にならず反抗的にならず、ひたすら耐えてプレーに打ち込んだ。如何なるヤジや嫌がらせを受けても反撃してはいけない、とリッキーに言われて「そんな弱虫がお望みですか。」と反発すると、「反撃しない勇気を持つ者が欲しいのだ。」とリッキーは答えた。
ドジャースのチームメイトの中にはロビンソンを排斥する動きが一部にあったが代理監督のフィリーズ監督への猛抗議から、チーム内の雰囲気は変わっていった。そしてシーズン半ば頃にはメジャーリーガーとして実績を上げてその実力を示し始めると、スポーティング・ニュース社はこの年から制定される予定の最優秀新人賞(新人王)の候補者にロビンソンをあげ、クリーブランド・インディアンスのオーナーであるビル・ベック(ビル・ヴィーク）はアメリカンリーグの黒人選手第1号としてラリー・ドビーと契約し、ラリー・ドビーは7月5日の対ホワイトソックス戦でデビューした。そしてその2週間後には同じアメリカンリーグのセントルイス・ブラウンズが2名の黒人選手の採用を決め、8月にはドジャースはダン・バンクヘッドと契約した。彼は黒人投手としては初めて採用された選手である。
シーズンが終わった時、ロビンソンは151試合に出場して打率.297・打点48・本塁打12本・安打175本・盗塁29の素晴らしい成績で盗塁王を獲得し、この年から制定された新人王にシーズン終了前に選ばれた。今ではこの賞はジャッキー・ロビンソン賞の別名が付けられて、彼の背番号42は半世紀後に全球団永久欠番となった。

### テッド・ウイリアムズ
前年無冠に終わったがリーグMVPに選ばれたボストン・レッドソックスのテッド・ウイリアムズはこの年打率.342・打点114・本塁打32本で再び三冠王となった。ただリーグMVPはこの年打率.315・打点97・本塁打20本のニューヨーク・ヤンキースのジョー・ディマジオが選ばれた。2人の票差はわずか1票差であった。

### ラリー・マクフェイル
この年のワールドシリーズ終了後のニューヨーク・ヤンキースの祝勝会でオーナーのラリー・マクフェイルが泥酔して手当たり次第に関係者を罵倒する一幕があり、マクフェイルは翌日にヤンキースのオーナーを退いた。ブランチ・リッキーの友人でもあったマクフェイルは、1933年にシンシナチ・レッズのGMに就任すると、ラジオの専属アナウンサーを起用し、1935年にメジャーリーグ史上初のナイトゲームを行いその後の野球を夜間中心の試合興行に変え、その後レッズのオーナーと衝突して暴力沙汰となってレッズを追われ、ドジャースの球団副社長となり、ドジャー・ブルーと呼ばれたユニフォームを新調したりベーブ・ルースをコーチに招いたりして、観客数を20万人以上増やして70万ドルあった球団の負債をわずか3年で解消させた。しかしレオ・ドローチャー監督とは衝突を繰り返し、後にドローチャーは「マクフェイルから66回クビだと言われた」と述懐している。第二次大戦で兵役に就くためドジャースを退き、戦後すぐにヤンキースの身売りを知ると共同オーナーとなり、球団社長とGMを兼任した。60万ドルを投資してヤンキースタジアムに夜間照明設備を整え、ラウンジ・クラブハウス・プレスボックスを改善し、キャンプ地を建設し、初めて航空会社と契約して飛行機をチャーターして選手移動を行い、レッズ、ドジャース、ヤンキースの3球団を立て直したその手腕は高く評価されている。しかしもともとアル中であったことで引き際を誤って球界から去ってしまった。彼は野球を大衆社会の娯楽産業に引き上げた第一人者であり、この後に10数年にわたってヤンキース王国は黄金時代を迎えた。1978年に殿堂入りした。息子のリー・マクフェイルも球団経営に携わり後にアメリカンリーグ会長となった。そして孫のアンディ・マクフェイルもフィラデルフィア・フィリーズの球団社長になっている。

### ジョージ・ワイス
そしてこの年にニューヨーク・ヤンキースの新しいゼネラルマネージャーにジョージ・ワイスが就任した。若い頃からチーム作りにその才能を発揮して、1919年に24歳の時にイースタンリーグのニューヘブン球団を買い取り、オーナーとなった。1929年にインターナショナルリーグのボルチモア球団に望まれてGMに就き、3年間在職してボルチモアを強力チームに仕立てた。やがてヤンキースの当時のオーナーだったルパートがその手腕を高く評価して1932年にヤンキースに招いた。ルパートはカージナルスが先鞭をつけたファーム組織を遅れていたヤンキースにも組織化するためにジョージ・ワイスにファーム組織の充実を要請し、やがてワイスはメジャーリーグでもっとも優れたファームシステムを作り出し、ルパートの要請に応えた。このファームからヨギ・ベラ、フィル・リズート、ミッキー・マントル、ホワイティ・フォードらが育った。この翌年秋にヤンキースが3位に終わったシーズン終了後、誰もが驚く監督交代を敢行してやがてヤンキース王国を復活させていくことになる。その後はケーシー・ステンゲルとともに新生ニューヨーク・メッツに移った。(1971年殿堂入り)

### コニー・マックの約束
前年に5年ぶりにコニー・マックと再会したルー・ブリッシーは、アスレチックスのユニフォームを着て契約を交わした。コニー・マックは5年前の約束を破ることはなかった。そしてこの年アスレチックスのファームであるサバンナ球団に入り、サウス・アトランティツク・リーグで23勝5敗、防御率1.91の好成績を収め、リーグの投手部門のタイトルを総ナメした。そして翌1948年春にコニー・マック監督はルー・ブリッシーをアスレチックスに引き上げた。

### ボーナス規則の制定
各球団にとって有望な新人選手の獲得は重要な問題であるが、やがて過当競争による契約金の高騰が野球界を悩ます問題となった。例えばヤンキースが1937年にチャーリー・ケラーに1万ドルの契約金を支払い、1938年には当時の大学生ルー・ブードローにインディアンスが1万2,500ドルを支払い、1941年にタイガースが大学生のディック・ウェイクフィールドに5万2,000ドルを支払い、これが1947年までの最高額となっている。そこでメジャーリーグはこの年の代表者会議でこの新人選手に対する過当競争を抑制するために、6,000ドル以上の契約金でメジャーリーグと契約した新人選手は入団後1年間ファームチームに在籍した後にメジャーリーグに昇格できなければ自動的に翌年のトレード会議において選抜の対象となる、とした。しかしこの規則はすぐに有名無実化した。その後に18歳の高校生に7万5,000ドルを支払う球団があってこのボーナス規則は1950年に廃止された。

### その他
- 1947年のメジャーリーグ観客動員数　　1,987万4,539人　(アメリカンリーグ・ナショナルリーグ合計)　　出典：「アメリカ・プロ野球史」140P　 鈴木武樹　著　　三一書房
- ハンク・グリーンバーグはこの年ピッツバーグ・パイレーツに移り、この年最後のシーズンで引退したが、これはナショナルリーグでは最初の年俸10万ドルの選手であった。
- ワールドシリーズは、この年から審判員が6人体制となった。

## 最終成績

### レギュラーシーズン
| 順 | チーム                           | 勝利 | 敗戦 | 勝率 | G差  |
| -- | -------------------------------- | ---- | ---- | ---- | ---- |
| 1  | ニューヨーク・ヤンキース         | 97   | 57   | .630 | --   |
| 2  | デトロイト・タイガース           | 85   | 69   | .552 | 12.0 |
| 3  | ボストン・レッドソックス         | 83   | 71   | .539 | 14.0 |
| 4  | クリーブランド・インディアンス   | 80   | 74   | .519 | 17.0 |
| 5  | フィラデルフィア・アスレチックス | 78   | 76   | .506 | 19.0 |
| 6  | シカゴ・ホワイトソックス         | 70   | 84   | .455 | 27.0 |
| 7  | ワシントン・セネタース           | 64   | 90   | .416 | 33.0 |
| 8  | セントルイス・ブラウンズ         | 59   | 95   | .383 | 38.0 |

| 順 | チーム                       | 勝利 | 敗戦 | 勝率 | G差  |
| -- | ---------------------------- | ---- | ---- | ---- | ---- |
| 1  | ブルックリン・ドジャース     | 94   | 60   | .610 | --   |
| 2  | セントルイス・カージナルス   | 89   | 65   | .578 | 5.0  |
| 3  | ボストン・ブレーブス         | 86   | 68   | .558 | 8.0  |
| 4  | ニューヨーク・ジャイアンツ   | 81   | 73   | .526 | 13.0 |
| 5  | シンシナティ・レッズ         | 73   | 81   | .474 | 21.0 |
| 6  | シカゴ・カブス               | 69   | 85   | .448 | 25.0 |
| 7  | ピッツバーグ・パイレーツ     | 62   | 92   | .403 | 32.0 |
| 8  | フィラデルフィア・フィリーズ | 62   | 92   | .403 | 32.0 |

### オールスターゲーム
- アメリカンリーグ 2 - 1 ナショナルリーグ

### ワールドシリーズ
- ヤンキース 4 - 3 ドジャース

| 9/30 – | ドジャース | 3 | - | 5  |  | ヤンキース |
| 10/1 – | ドジャース | 3 | - | 10 |  | ヤンキース |
| 10/2 – | ヤンキース | 8 | - | 9  |  | ドジャース |
| 10/3 – | ヤンキース | 2 | - | 3  |  | ドジャース |
| 10/4 – | ヤンキース | 2 | - | 1  |  | ドジャース |
| 10/5 – | ドジャース | 8 | - | 6  |  | ヤンキース |
| 10/6 – | ドジャース | 2 | - | 5  |  | ヤンキース |

## 個人タイトル

### アメリカンリーグ
| 項目   | 選手                       | 記録 |
| ------ | -------------------------- | ---- |
| 打率   | テッド・ウィリアムズ (BOS) | .343 |
| 本塁打 | テッド・ウィリアムズ (BOS) | 32   |
| 打点   | テッド・ウィリアムズ (BOS) | 114  |
| 得点   | テッド・ウィリアムズ (BOS) | 125  |
| 安打   | ジョニー・ペスキー (BOS)   | 207  |
| 盗塁   | ボブ・ディリンジャー (SLA) | 34   |

| 項目   | 選手                       | 記録 |
| ------ | -------------------------- | ---- |
| 勝利   | ボブ・フェラー (CLE)       | 20   |
| 敗戦   | ハル・ニューハウザー (DET) | 17   |
| 防御率 | ジョー・ヘインズ (CWS)     | 2.42 |
| 奪三振 | ボブ・フェラー (CLE)       | 196  |
| 投球回 | ボブ・フェラー (CLE)       | 299  |
| セーブ | エド・カイルマン (CLE)     | 17   |
| セーブ | ジョー・ページ (NYY)       | 17   |

### ナショナルリーグ
| 項目   | 選手                         | 記録 |
| ------ | ---------------------------- | ---- |
| 打率   | ハリー・ウォーカー (STL/PHI) | .363 |
| 本塁打 | ラルフ・カイナー (PIT)       | 51   |
| 本塁打 | ジョニー・マイズ (NYG)       | 51   |
| 打点   | ジョニー・マイズ (NYG)       | 138  |
| 得点   | ジョニー・マイズ (NYG)       | 137  |
| 安打   | トミー・ホームズ (BSN)       | 191  |
| 盗塁   | ジャッキー・ロビンソン (BRO) | 29   |

| 項目   | 選手                             | 記録 |
| ------ | -------------------------------- | ---- |
| 勝利   | イーウェル・ブラックウェル (CIN) | 22   |
| 敗戦   | ジョニー・シュミッツ (CHC)       | 18   |
| 防御率 | ウォーレン・スパーン (BSN)       | 2.33 |
| 奪三振 | イーウェル・ブラックウェル (CIN) | 193  |
| 投球回 | ウォーレン・スパーン (BSN)       | 289⅔ |
| セーブ | ヒュー・ケーシー (BRO)           | 18   |

## 表彰

### シーズンMVP
- アメリカンリーグ ： ジョー・ディマジオ （NYY）
- ナショナルリーグ ： ボブ・エリオット （BSN）

### 最優秀新人賞
- ナショナルリーグ ： ジャッキー・ロビンソン （BRO）

### アメリカ野球殿堂入り表彰者
BBWAA投票
- ミッキー・カクレーン
- フランキー・フリッシュ
- レフティ・グローブ
- カール・ハッベル